# Rodrigo Ríos Lozano

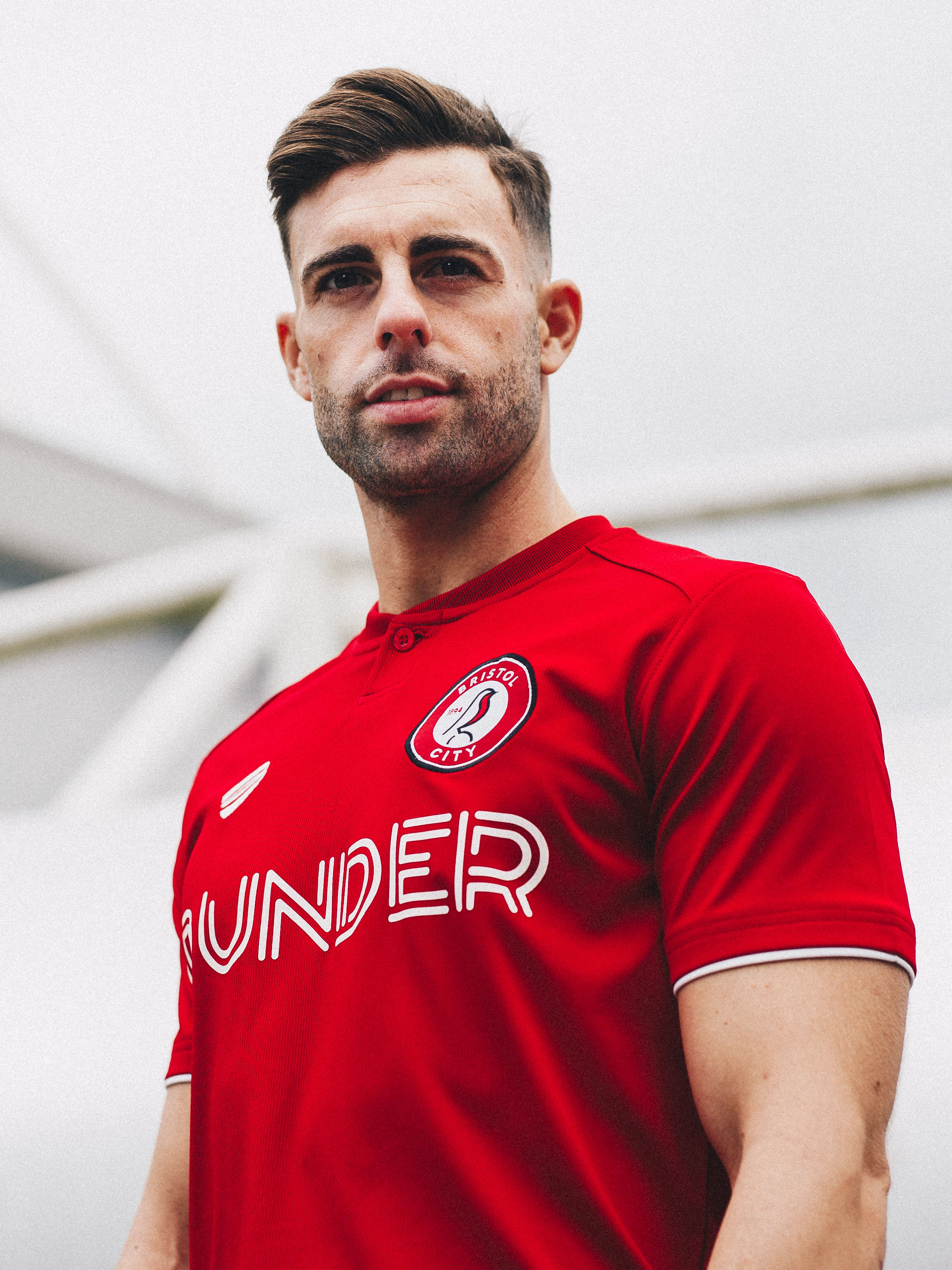
Rodrigo Ríos Lozano

Rodrigo Ríos Lozano (Soria, 6 juni 1990) is een Spaans voetballer. Hij staat onder contract bij FC Barcelona. In januari 2013 werd hij voor zes maanden uitgeleend aan Real Zaragoza.

## Clubvoetbal
Rodri groeide op in het Andalusische Dos Hermanas, waar hij werd ontdekt door scouts van Sevilla FC. De aanvaller speelde vervolgens voor de diverse jeugdteams van de club en met de Juvenil A, het hoogste jeugdelftal, won hij de Copa del Rey Juvenil. Rodri debuteerde op 28 februari 2010 in de competitiewedstrijd tegen Athletic Bilbao in het eerste elftal. Op de laatste speelronde van het seizoen 2009/2010 maakte hij tegen UD Almería zijn eerste doelpunt voor Sevilla FC. Als invaller scoorde Rodri in de blessuretijd het winnende doelpunt (3-2), waardoor Sevilla FC zich in extremis plaatste voor de UEFA Champions League. In augustus 2011 werd hij gecontracteerd door FC Barcelona als speler voor het tweede elftal. Een jaar later volgde een transfer naar het Engelse Sheffield Wednesday. Na zes maanden besloot FC Barcelona Rodri terug te halen naar Spanje en hem bij Real Zaragoza te stallen.

### Statistieken
| seizoen    | club                  | land      | competitie         | wed. | goals |
| ---------- | --------------------- | --------- | ------------------ | ---- | ----- |
| 2009/10    | Sevilla Atlético      | Spanje    | Segunda División B | 28   | 9     |
| 2009/10    | Sevilla FC            | Spanje    | Primera División   | 2    | 1     |
| 2010/11    | Sevilla Atlético      | Spanje    | Segunda División B | 24   | 19    |
| 2010/11    | Sevilla FC            | Spanje    | Primera División   | 5    | 0     |
| 2011/12    | FC Barcelona B        | Spanje    | Segunda División A | 34   | 7     |
| 2012/13    | → Sheffield Wednesday | Spanje    | Championship       | 11   | 1     |
| 2012/13    | → Real Zaragoza       | Spanje    | Segunda División A | 12   | 2     |
| 2013/14    | → UD Almería          | Spanje    | Segunda División A | 27   | 8     |
| 2014/15    | TSV 1860 München      | Duitsland | 2. Liga            | 6    | 1     |
| 2015/16    | → Real Valladolid     | Spanje    | Segunda División A | 34   | 4     |
| 2016/17    | Córdoba CF            | Spanje    | Segunda División A | 40   | 11    |
| 2017/18    | Cultural Leonesa      | Spanje    | Segunda División A | 39   | 11    |
| 2018/19    | Granada CF            | Spanje    | Segunda División A | 33   | 5     |
| 2019/20    | Real Oviedo           | Spanje    | Segunda División A | 15   | 3     |
| 2020/21    | Real Oviedo           | Spanje    | Segunda División A | 24   | 3     |
| 2021/22    | UD Logroñés           | Spanje    | Primera Federación | 14   | 0     |
| 2022/23    | AD Ceuta              | Spanje    | Primera Federación | 24   | 20    |
| Bijgewerkt | 30-06-2023            |           | Totaal             | 375  | 105   |

### Prijzen
| seizoen | club       | Prijs                          |
| ------- | ---------- | ------------------------------ |
| 2013/14 | UD Almería | Promotie naar Primera División |
| 2018/19 | Granada CF | Promotie naar Primera División |
| 2022/23 | AD Ceuta   | Topscorer Primera Federación   |